# Kolyo Ficheto
 (novembre 2016).
Si vous disposez d'ouvrages ou d'articles de référence ou si vous connaissez des sites web de qualité traitant du thème abordé ici, merci de compléter l'article en donnant les références utiles à sa vérifiabilité et en les liant à la section « Notes et références ».
Nikola Fishev (en bulgare : Никола Фичев), connu sous le nom de Kolyu Ficheto (en bulgare : Колю Фичето) est un architecte et sculpteur bulgare du XIXe siècle, appartenant au mouvement de la Renaissance nationale bulgare.

## Biographie
Kolyu Ficheto est né en 1800 dans la ville de Dryanovo (Дряново) en Bulgarie. Orphelin à l'age de 3 ans, il apprend l'artisanat auprès des maîtres de la discipline, à Tryavna. Il apprend la sculpture à 17 ans dans la ville de Korçë en Albanie et apprend comment construire des églises, des clochers et des ponts auprès des artisans de Brasigovo. Il est reconnu compagnon à l'âge de 23 ans et devient maître de guilde à 36. Il parle bulgare, sa langue maternelle et turc et se débrouille bien en grec et en roumain. Cependant, cela ne l’empêche pas d'être illettré. Il est connu pour avoir dormi sous les ponts qu'il a construit afin de démontrer leur solidité.
Fichev meurt à Veliko Tarnovo, où il est enterré en 1881.

## Architecture

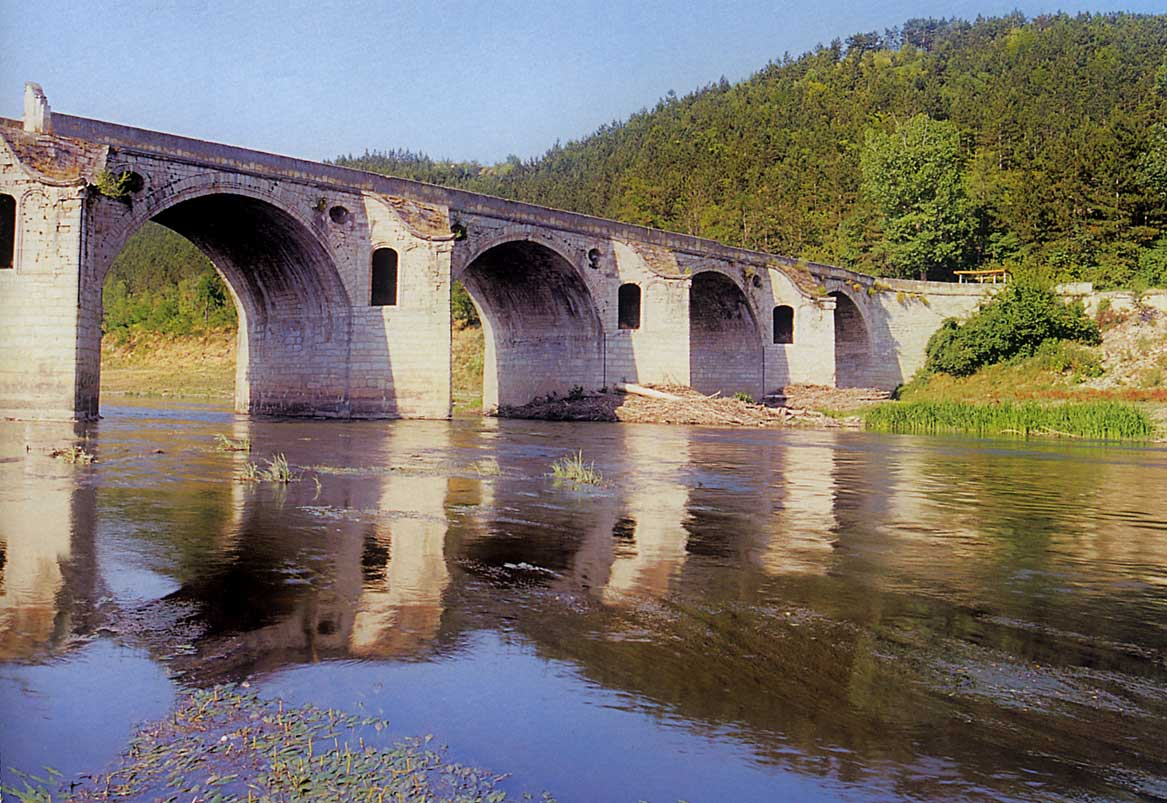
Pont enjambant la Yantra à Bayala, construit en 1867 par Kolyu Ficheto
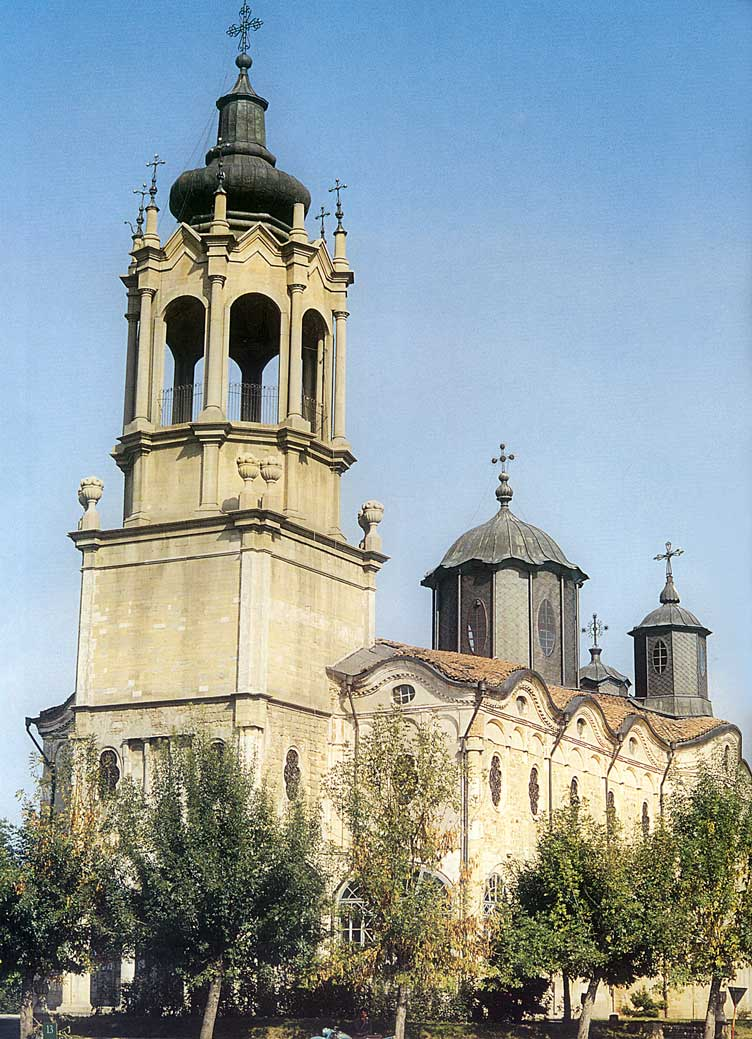
Église de la sainte Trinité de Svishtov, construite en 1867 par Kolyu Ficheto
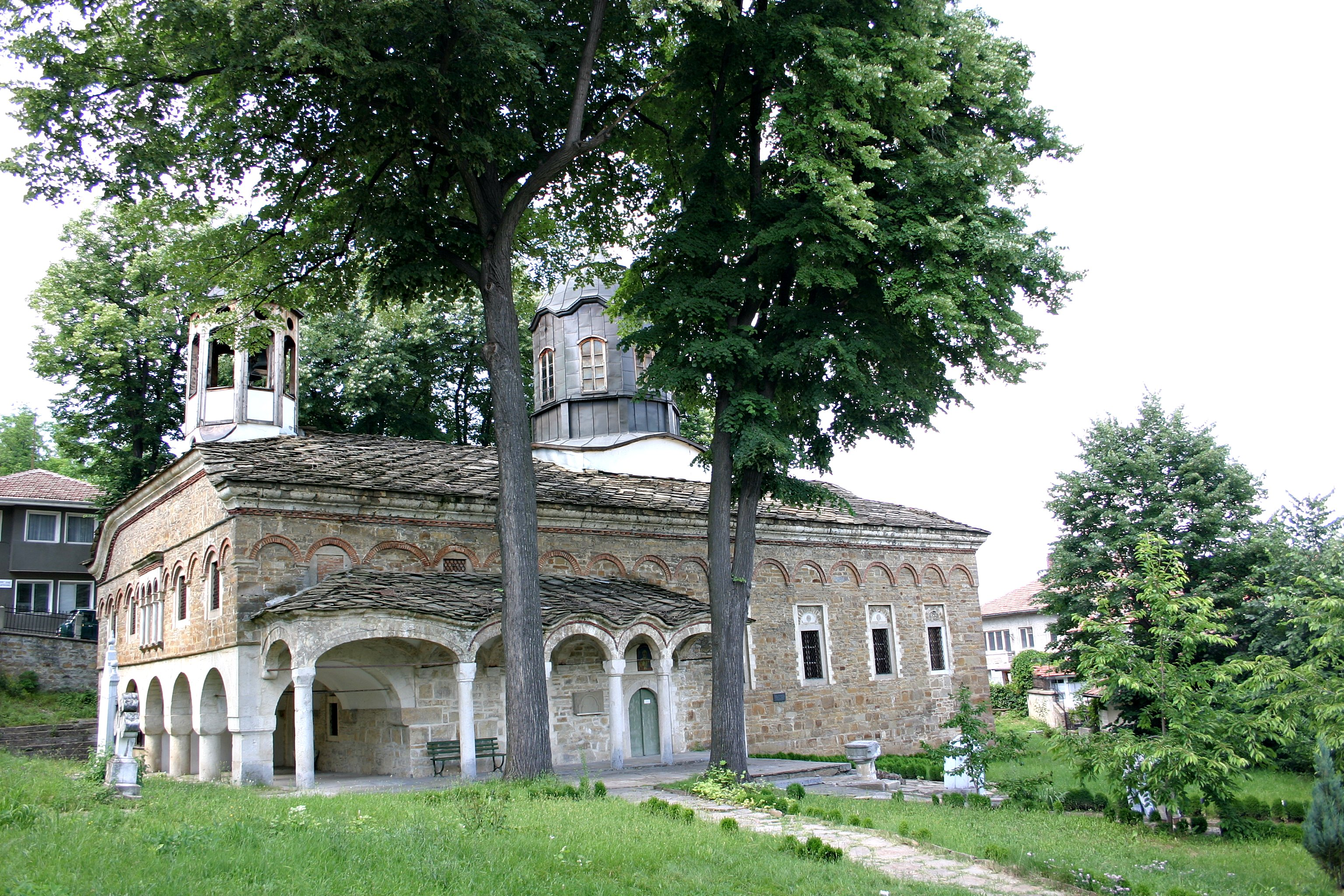
Église du XIXe siècle de Dryanovo, imaginé par Kolyu Ficheto

Ses travaux les plus marquants, comportent le pont de Byala (Беленски мост,, Belenski most) enjambant la Yantra (1865-1867), le pont couvert de Lovetch au dessus de l'Osam (1872-1874), une église dans la ville de Svishtov (Église de la sainte Trinité) et les nombreux bâtiments publics construits dans la ville de Veliko Tarnovo à partir de 1884.